# 戸田平橋
戸田平橋（とだひらばし）は東京都豊島区高田3丁目にある神田川に架かる橋。

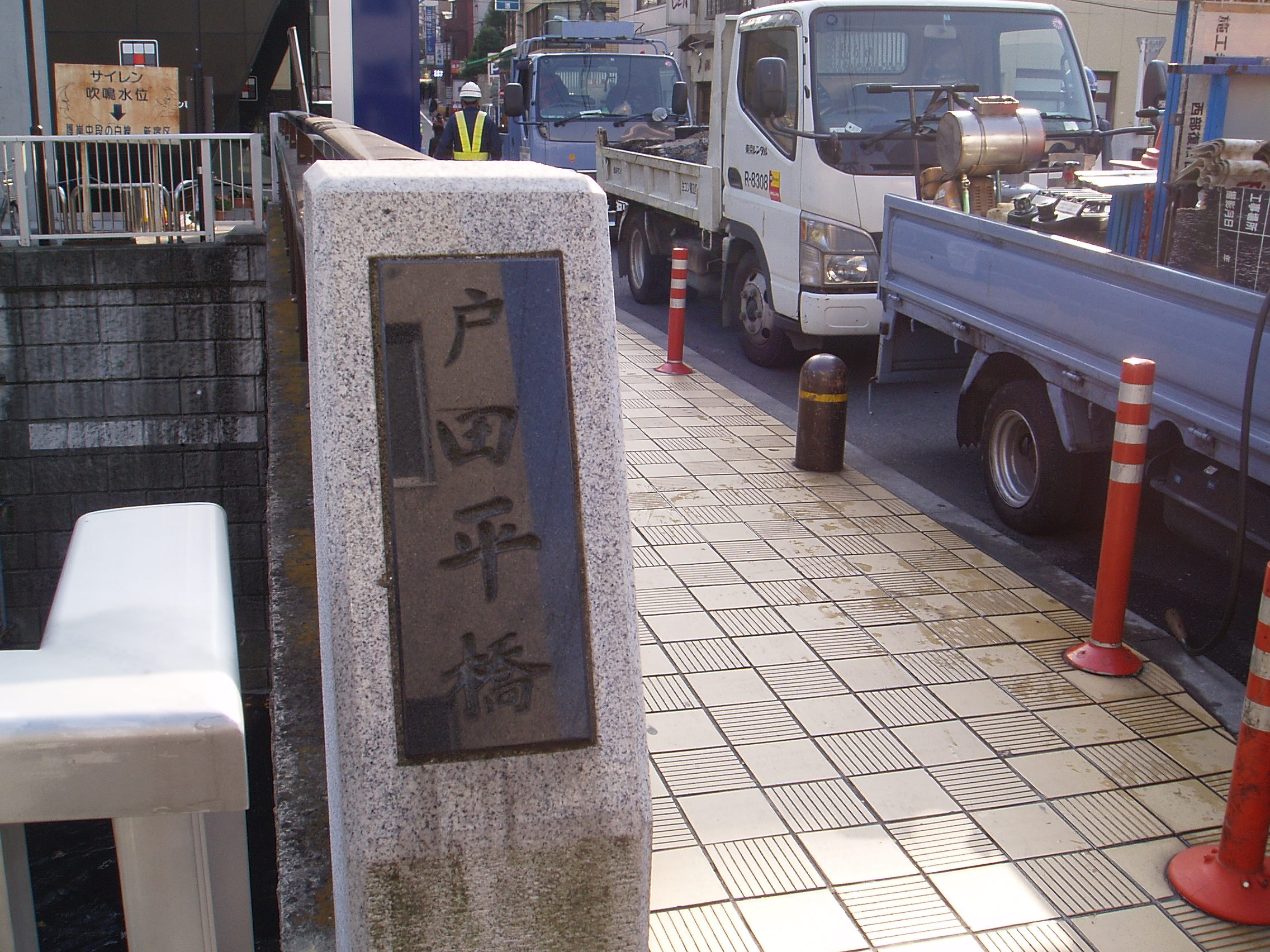
戸田平橋高田馬場方面

## 概要
1999年3月に作られたが、これは護岸工事の際に再建されたもので、元の戸田平橋は1919年12月に作られた。
名前の由来は新宿区の戸塚と豊島区の高田（現在はこの橋は全部豊島区に入っている）に、この橋の建設に関係した、淀橋区議会議員平野与三吉から。
この橋の新宿区方面のたもとに戸塚新道と、この戸田平橋完成の記念碑がある（この記念碑は新宿区に位置する）。この記念碑の書の書き手は北條時敬。

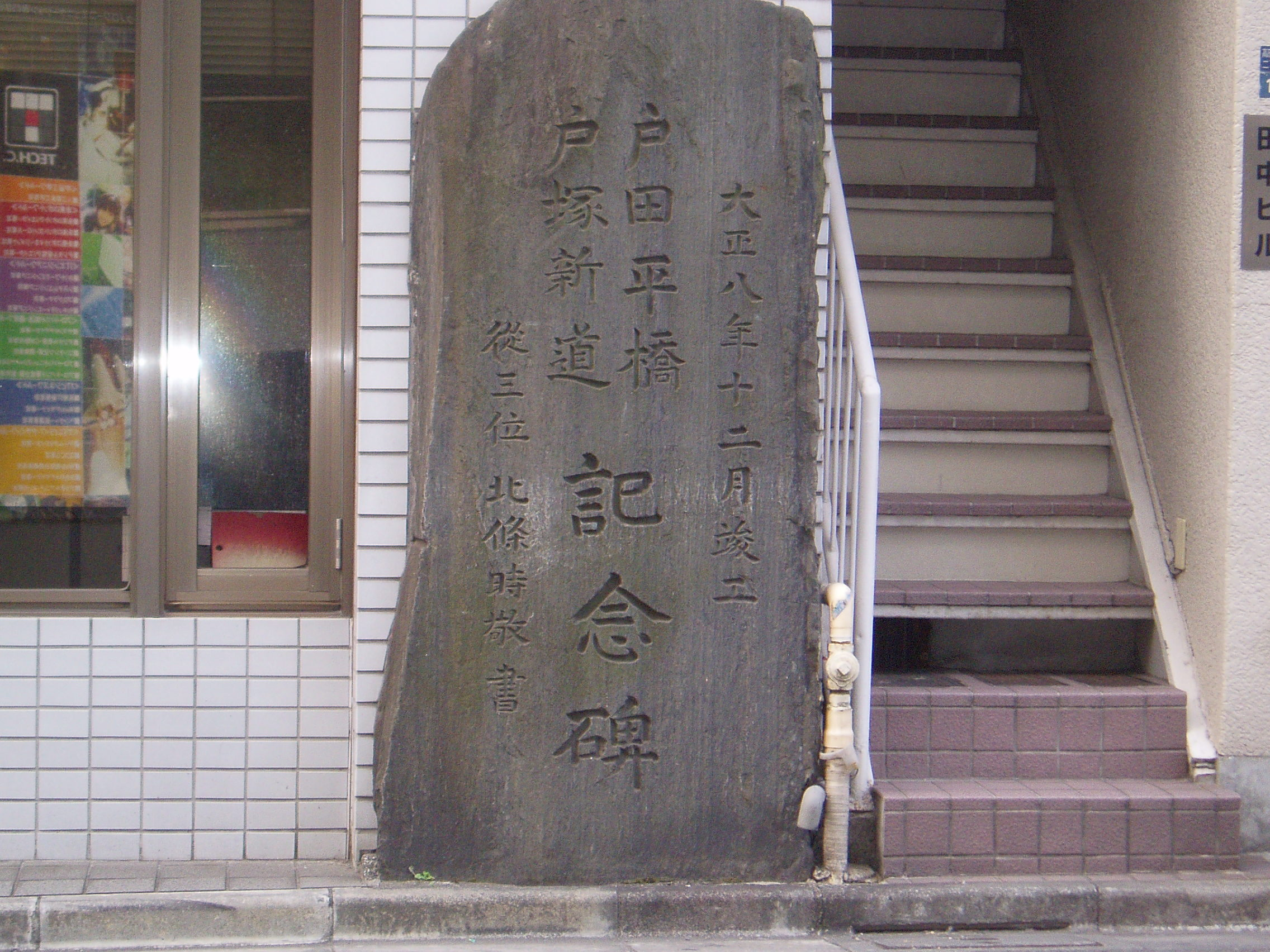
戸塚新道・戸田平橋記念碑

## 付近
- 日本外国語専門学校
- 新宿区立戸塚第二小学校
- 高田馬場第二郵便局
- 高田馬場病院
- 大同病院
- 戸塚警察署
- BIG BOX
- 新目白通り
- 明治通り
- 早稲田通り

## 交通
- JR東日本 山手線・西武新宿線・東京メトロ 東西線 高田馬場駅 徒歩2-3分
- 都営バス 学04・飯64・上69 戸塚特別出張所　徒歩1-2分
- 都営バス 学04・飯64・上69・早77・池86 高田馬場2丁目

## ゆかりの作品
- 神田川 - 1973年にヒットしたかぐや姫の曲。戸田平橋付近が歌詞の舞台となった。

## 隣の橋
（上流）高塚橋－戸田平橋－源水橋（下流）
座標: 北緯35度42分49.8秒 東経139度42分27秒 / 北緯35.713833度 東経139.70750度